# Der Tod des Junggesellen
Der Tod des Junggesellen ist eine Erzählung des österreichischen Schriftstellers Arthur Schnitzler, die erstmals 1908 in der Wiener Österreichischen Rundschau erschien. 1912 wurde sie in die bei S. Fischer, Berlin, veröffentlichte Novellensammlung Masken und Wunder aufgenommen.

## Inhalt
Der Arzt, der Kaufmann und der Dichter werden an das Sterbebett ihres Freundes, des 55-jährigen herzkranken Junggesellen gerufen. Die drei herbeieilenden Herren kommen zu spät, finden aber einen inzwischen neun Jahre alten, an sie adressierten Brief vor. Darin eröffnet ihnen der Junggeselle, dass er mit ihren Ehefrauen ein Verhältnis hatte.
Alle drei reagieren unterschiedlich, teils zornig, teils betroffen, wahren aber die Fassung, während sie ihre Ehejahre Revue passieren lassen. Der Dichter hat das körperliche Interesse an seiner Frau verloren, aber eine Gefährtin gewonnen, die sogar seine Seitensprünge toleriert. Der Arzt denkt an seine alternde, milde, gütige Frau, an die drei gemeinsamen erwachsenen Kinder und auch an seinen vierzehn Jahre zurückliegenden Ausbruchsversuch aus dieser Ehe. Der verwitwete Kaufmann schließlich sieht sich nicht in der Lage, ein fest umrissenes Bild seiner Gattin oder ein tieferes, bleibendes Gefühl in seinem Inneren heraufzubeschwören.
Der Dichter und der Arzt wollen ihren Frauen nichts von dem Brief erzählen. Der Dichter, auf seinen Nachruhm bedacht, nimmt das Schreiben an sich. Sollte seine Frau ihn überleben und den Brief in seinem Nachlass finden, soll sie ihn für seinen Edelmut bewundern: „Und mit der seltenen Einbildungskraft, die ihm nun einmal eigen war, hörte er sie schon an seinem Grabe flüstern: Du Edler … Großer …“

## Rezeption
Für Michaela L. Perlmann erscheint der Brief als wenig sinnvoller Versuch des Junggesellen, um aus dem Jenseits heraus auf die lebenden Freunde zu wirken.
Auch für Peter Sprengel verpufft die Wirkung, die sich der Junggeselle erhofft hatte. Angesichts des Todes sind die betrogenen Ehemänner ziemlich milde gestimmt und möchten verzeihen.

## Verfilmungen
- Las tres perfectas casadas. Spanien/Mexiko 1973, Regie: Benito Alazraki, mit Manuel Alexandre, Rafael Alonso, María Elena Arpón, Luis Dávila und Manuel De Blas
- Der Tod des Junggesellen. Österreich 1968, Regie: Herbert Fuchs, mit Emil Stöhr, Gretl Schörg, Leopold Rudolf, Elisabeth Stemberger und Ernst Meister

## Ausgaben
- Arthur Schnitzler: Masken und Wunder. Novellen. S. Fischer, Berlin 1912, 189 Seiten. Enthält Die Hirtenflöte, Der Tod des Junggesellen, Der Mörder, Der tote Gabriel, Das Tagebuch der Redegonda und Die dreifache Warnung.
- Arthur Schnitzler: Leutnant Gustl. Erzählungen 1892–1907. Mit einem Nachwort von Michael Scheffel. S. Fischer, Frankfurt am Main 1961 (Ausgabe 2004), 525 Seiten, ISBN 3-10-073552-8